# 아에로트랭

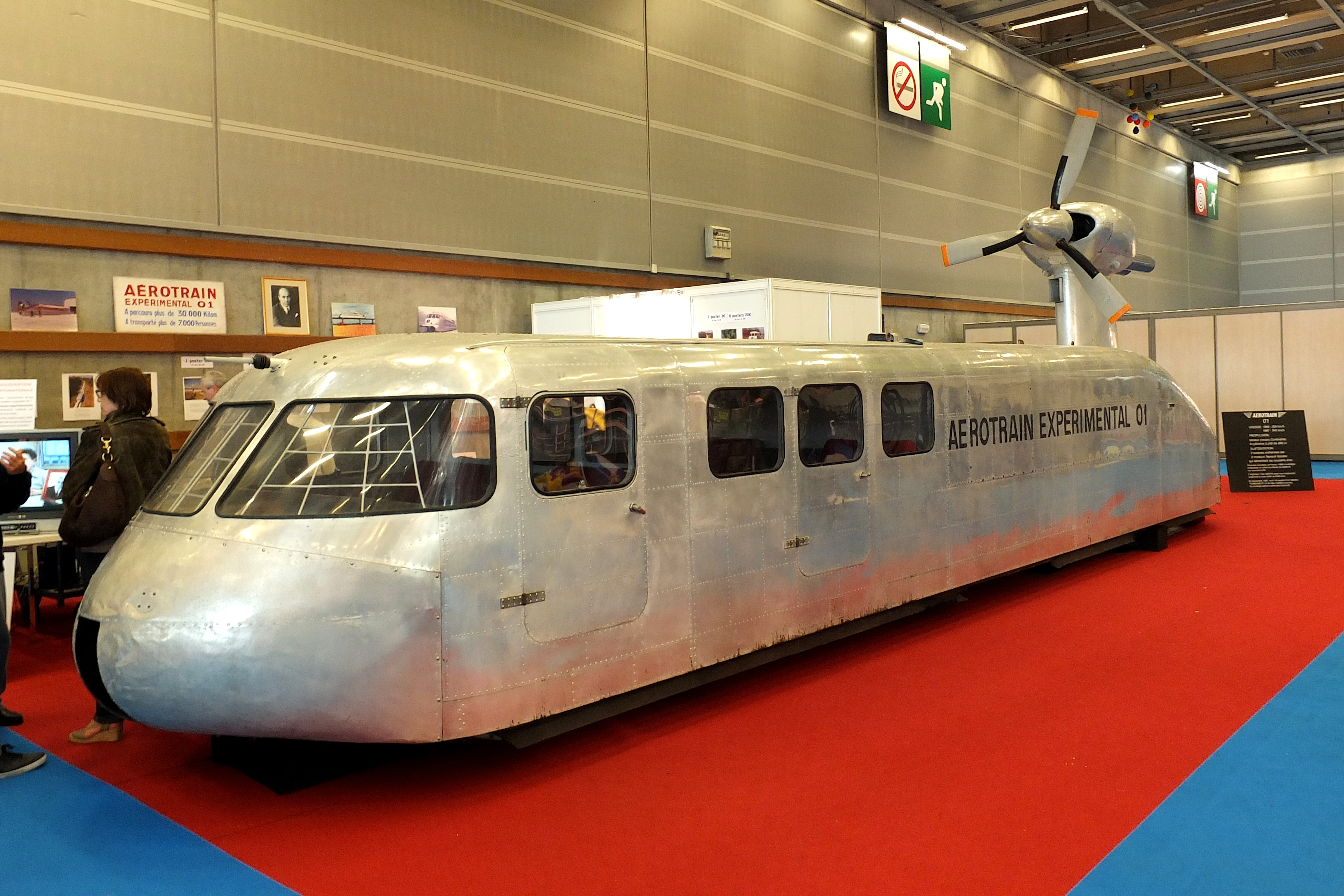
아에로트랭 1호기

아에로트랭(프랑스어: Aérotrain)은 프랑스에서 1965년부터 1977년에 걸쳐 개발이 진행되었던 호버트레인이다.
송풍기에 의한 소음 등 기술적인 문제가 많기 때문에 고속철도로의 실용화에는 이르지 못했다.

## 같이 보기
- 트란스라피드